# Sinclairia deppeana
Sinclairia deppeana là một loài thực vật có hoa trong họ Cúc. Loài này được (Less.) Rydb. miêu tả khoa học đầu tiên năm 1927.